# Parlamentswahl im Iran 2004
Die Parlamentswahl in Iran 2004 fand am 20. Februar 2004 statt.

## Vorgeschichte
Am 13. Dezember 2003 begann die Nominierung der Kandidaten für das iranische Parlament (persisch Madschlis). Am 20. Februar 2004 veröffentlichte der Wächterrat die Liste der 4.679 zugelassenen Kandidaten, ca. 3.600 Bewerber wurden abgelehnt, darunter 83 ehemalige Parlamentarier.

## Ergebnisse
|                                       | Sitze                   | Prozent |
| ------------------------------------- | ----------------------- | ------- |
| Konservative                          | 156                     | 54 %    |
| Reformer                              | 39                      | 13 %    |
| Unabhängige                           | 31                      | 11 %    |
| in 2. Wahlrunde gewählt               | 59                      | 20 %    |
| armenische Minderheit                 | 2                       |         |
| chaldäische und assyrische Minderheit | 1                       |         |
| jüdische Minderheit                   | 1                       |         |
| zoroastrische Minderheit              | 1                       |         |
| Summe                                 | 290 (darunter 9 Frauen) | 100 %   |

Nach Angaben des Innenministeriums betrug die Wahlbeteiligung 50,57 %. Wahlberechtigt waren 46,3 Millionen Iraner.